# Нижфарм
Нижфарм — советская и российская фармацевтическая компания. Один из крупнейших в России производителей лекарственных средств. С 2004 года входит в немецкую группу компаний Stada.

## История
Предприятие было создано декретом Совета Народных Комиссаров в январе 1919 года в Нижнем Новгороде под названием «Фармацевтический завод № 10». Позже завод неоднократно менял названия. В 1994 году в результате приватизации завод был преобразован в ОАО «Нижегородский химико-фармацевтический завод» («Нижфарм»).. 
В 2004 года 97,47% акций «Нижфарма» были приобретены немецким холдингом Stada.
В 2015 году Министерство промышленности и торговли Российской Федерации включило предприятие в «Перечень организаций, оказывающих существенное влияние на отрасли промышленности и торговли».
В 2021 году стало известно, что «Нижфарм» сработал в убыток. По данным 2020 года, убыток компании составил 2,8 млрд руб. против 631 млн руб. чистой прибыли годом ранее.
В 2017 году на долю «Нижфарма» приходилась треть российского экспорта всех лекарственных средств.
В конце 2023 года Stada обособила бизнес АО «Нижфарм», 100 % акций компании перешли в собственность НИДДА ЛИНКС С.А.Р.Л (Люксембург).
В 2024 году ФАС зафиксировала нарушения со стороны «Нижфарма» в рекламе препарата «Артра».
В апреле 2025 года «Нижфарм» перешёл во временное управление компании «Фармирус».